# グヤーシュ共産主義
グヤーシュ共産主義（グヤーシュきょうさんしゅぎ、ハンガリー語: Gulyáskommunizmus）はしばしばグヤーシュ・コミュニズム、カーダール主義、ハンガリーの雪どけと呼ばれる事もある1956年のハンガリー動乱以降のハンガリーが採用した共産主義の形態を指す。 カーダール・ヤーノシュ率いるハンガリー人民共和国は経済改革によりハンガリー国民の生活水準の向上を目的とした政策を打ち出した。1960年代から1970年代にかけての一連の改革により、ハンガリーは東側諸国の中で「最も幸福なバラック」という評判を受け、ハンガリーの幸福感と相対的な文化的自由を育んだ。規制された市場経済の導入と人権状況の改善はそれ以前の10年間にハンガリーに適用されてきたスターリン主義の原則からの静かな改革と逸脱を意味していた。
この名前はハンガリーの伝統料理であるグヤーシュに由来する比喩である。つまり、ハンガリーの共産主義がそれ以前の10年間ほどマルクス・レーニン主義の厳密な解釈に固執せず、混成のイデオロギーになった事を意味している。 この「疑似消費主義」の時代には外国との交流や消費財の消費も増加した。

## 起源

ハンガリー動乱時に使われた国章部分を切り抜いたハンガリー国旗

### ハンガリー動乱

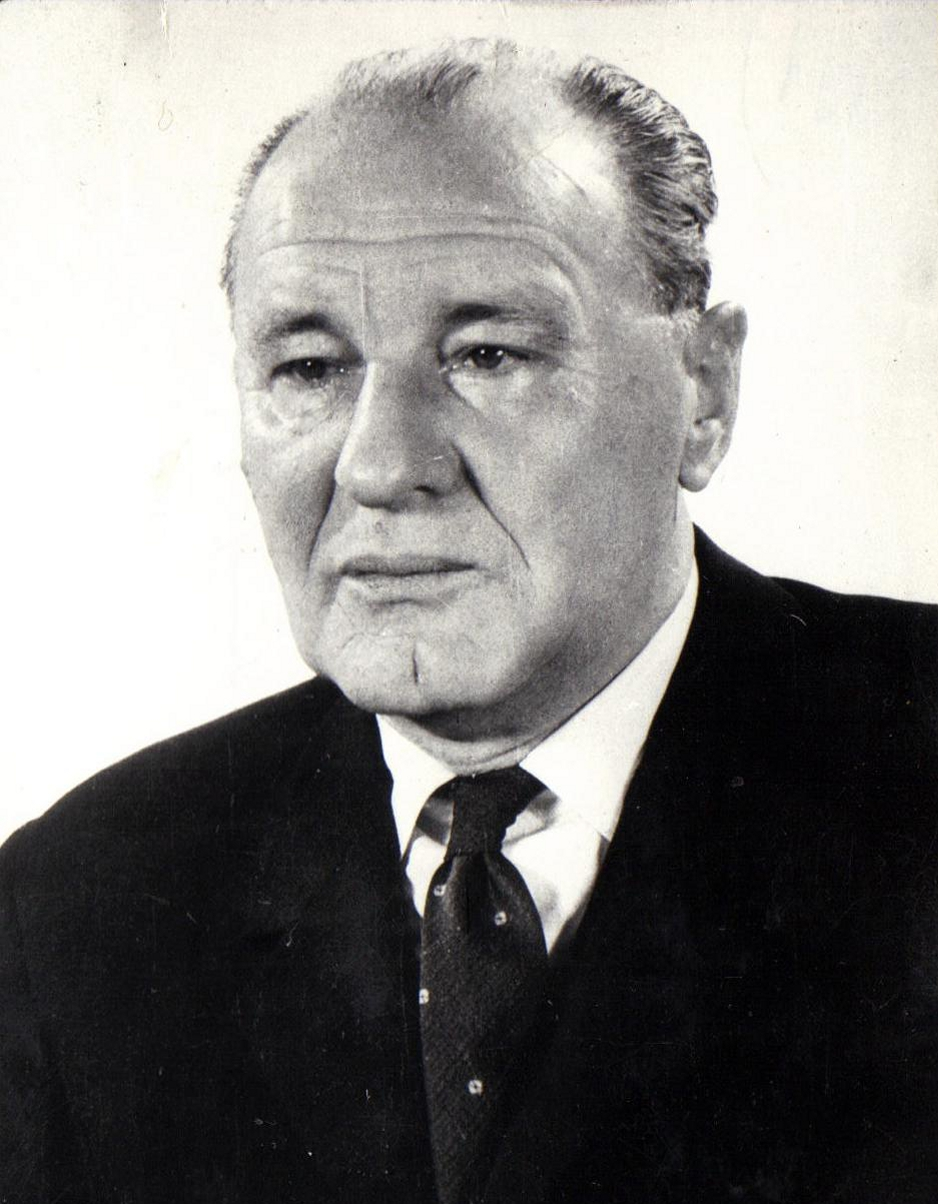
1956年から1988年までハンガリー社会主義労働者党書記長を務めたカーダール・ヤーノシュ

1956年のハンガリー動乱に至るまでの歴史的経緯はグヤーシュ共産主義が始まるために必要な空気を醸成した。ラーコシ・マーチャーシュは1956年の革命で終焉を迎えるまでハンガリー共産党を率いていた。ラーコシはハンガリーの共産主義のモデルをソビエト連邦のヨシフ・スターリンに仰いだ。彼の方針により国家の大規模な工業化を推し進めた。急激な産業構造の変化は経済に最初のうねりをもたらしたが、最終的には多くの人々がより悪化した生活条件に取り残された。1951年、ハンガリー国民が生活必需品を買うには配給に依存しなければならなかった。1953年のスターリンの死後、ソ連はハンガリーに指導者の交代を求めナジ・イムレが推薦された。ナジは「政治的自由化」に舵を切る方向に政府を動かした事で、1955年にはソ連の支援を受けて巻き返したラーコシによって首相の地位から追放された。1956年の動乱の際、ナジは首相に復帰して政府を率いた。1956年10月から11月まで、ハンガリーの人々は自分たちに突きつけられた政治的・経済的状況に対して反乱を起こした。ソビエト連邦は軍事介入に踏み切り動乱を鎮圧する一方、同年にカーダール・ヤーノシュ書記長に国家の指導を委ねた。

### カーダール・ヤーノシュ
1931年、カーダール・ヤーノシュは非合法政党であった共産党に入党し、間もなく逮捕された。彼は1941年に再入党したが、第二次世界大戦が終結するまで身を隠していた。ハンガリーが赤軍に占領された後に行われたいわゆる「青票」選挙の結果、ハンガリーが共産化されると彼は共産党員として公然と活動をはじめ、党に対する「秘密工作員」の容疑をかけられ、3度目に逮捕されるまでハンガリーの新政府で働いた。スターリンの死後、ナジ・イムレは多くの人々を刑務所から釈放したが、その中のひとりがカーダールであった。彼は釈放されて政治的に復権し、スターリンの粛清の犠牲になった事で人気を博したが、これは元のラーコシ政権に抵抗した証拠である。1956年7月、彼はハンガリーの党の政治局員に選出された。1956年10月25日、革命の最中にハンガリー勤労者党（MDP）の第一書記に選出された。その6日後に勤労者党はハンガリー社会主義労働者党（MSZMP）として再編され、カーダールが初代党首となった。その後、ソ連の政治局はカーダールをモスクワに召喚して、ハンガリーの新たな指導者に指名した。彼は1988年までハンガリー政治に大きな影響力を持っていた。

## イデオロギー
グヤーシュ共産主義は1956年以前に比べ、はるかに世論への関心が高く市民の現世的幸福を重視する傾向が強まった。それは、カーダールの言葉である「我々の敵でない者は我々の味方である。」に見られる様に、他のソビエト圏の場合より広範な異議を述べる機会を提供した。 社会主義の発展における共産党の役割の解釈が修正され「指導」ではなく「奉仕」とされ、党と大衆全体との関係の形式の縮小、社会的な自己表現と自己管理の範囲が拡大し、普及手段を修正する事により指導的なマルクス・レーニン主義イデオロギーを洗練させた。マルクス・レーニン主義イデオロギーはナジ・イムレの「改革共産主義」（1955年-1956年）に見られる様に改革への欲求を呼び起こす。彼はマルクス主義が「静的なままではいられず、発展し、より完全な物にならなければならない科学」であると主張した。
彼はマルクスが社会主義やその発展に関する問題を完全に網羅した訳ではないが、発展に導く方法を作ったと規定した。
1956年のニキータ・フルシチョフのハンガリーへの対処や、1968年にレオニード・ブレジネフがチェコスロバキアに取った対応の背景にあった制限主権論を採るソ連の指導者達はこの様な共産主義の解釈を共有していなかった。
1956年のハンガリー革命から6年後の1962年に開かれたハンガリー社会主義労働者党第8回大会では、1956年以降の「社会主義の強化」の期間は終わり「社会主義社会確立のための基礎」が達成されたと宣言し、ハンガリー動乱に関連した判決を受けたほとんどの人々の恩赦を可能にした。 カーダール・ヤーノシュの下で党は秘密警察の過剰な活動を徐々に抑制し、ラーコシの時代に規定された言論活動の制限のほとんどを廃止した。党はそれに代えて1956年以降のカーダール政権に対する敵意を克服する事を目的とした、比較的穏健な文化・経済的路線を導入した。 1966年、党中央委員会は「新経済メカニズム」を承認、外国貿易規制が緩和され、市場の仕組みの限定的な自由やサービス部門での小企業の活動を限定的に認めた。同時代のソ連の社会主義に比べれば自由主義的ではあったが、初の経済統制の緩和は1956年の改革と同じ衝撃をもたらすにはほど遠い物であった。政府の政策は機械化の進度を個別の実情に委ね、共同体を管理するさまざまな方法を採用した。さらに作物の買い付けや同一労働日の制度を強制するのではなく、集産業者は毎月の賃金を現金で支払った。 その後、1960年代には協同組合は食品加工、軽工業、サービス業などの関連事業や一般的な補助事業への参入が許可された。
その結果、他の共産主義政権やハンガリーにおける最初の7年間の共産主義政権よりもはるかに権威主義の度合いは低くなり、ハンガリー人はソ連圏の他国の人々に比べて話し、書き、旅行する自由があった。
例えば、サミズダートの地下出版はある程度許容されていたし、外国人との会話も公然とした監視を受ける事はあまりなかった。しかし、カーダール政権は他の多くの政権よりも人道的ではあったが、リベラルな政権でもなかった。他の共産主義国と同様に社会主義労働者党は権力を独占していた。民主集中制の原則の下で、議会は党の政治局によって既に行われた決定に法的な上書きを与える以上の事はほとんどなかった。メディアも他の共産主義政権よりも幾分自由度が高いとはいえ、西側の基準ではかなり厳しい制限を受けていた。秘密警察は他の共産主義国家よりもやや抑制的に活動し、かつてのハンガリー国家保衛庁よりもはるかに抑制的だったが、それでも治安維持の道具として恐れられていた。

## 政策

### 国内
ソ連の軍事介入を受けて実権を掌握した直後のカーダール・ヤーノシュは国家を操縦して平和を強制しなければならず、それを暴力によって実行し、政府への抗議者の投獄や処刑を行った。市民による銃撃戦を含め最終的には何百人もの死者を出した。蜂起を鎮圧した後、カーダールとその政府は過去のラーコシ・マーチャーシュ政権から決別しなければならない事に気付いた。彼らの「柔らかな独裁」政府の目標は改革を通じてハンガリーの人々のために平和で豊かな生活条件を達成する事であった。彼の政策の変化を示すため、1961年に演説の中で「我々の敵でない者は我々の味方である」という有名な言葉を発した。
ハンガリー革命から6年後の1962年、ハンガリー社会主義労働者党第8回大会で1956年以来投獄されている革命家の恩赦を宣言した。1968年、党中央委員会はハンガリーの経済を改革する「新経済メカニズム」を承認した。これは企業に影響を与え、垂直統合ではなく水平統合によって成長できる様になった。その結果、企業は原材料を調達し、余剰製品を輸出する事が可能になった。このメカニズムは中央による計画を緩和し、企業が彼らのサプライヤーや経済的決定でより多くの発言権を持つ事を可能にした。新経済メカニズムは国家全体の生活水準を向上させるという目標を達成した。 1960年代から1970年代にかけて、国民はより多くの文化的自由を享受し、国家からのイデオロギー的圧力は軽減された。 ハンガリーの経済資源は消費財のより幅広い品揃えを提供する事によって消費者の需要をよりよく満たすために動員された。限られた市場メカニズムを計画的な社会主義経済の枠組みに統合するため、いくつかの経済改革措置が導入された。この政策は1980年代後半までに顕在化した経済的重圧と多額な債務の増加という不幸な結果をもたらした。
合法的な野党は存在しなかったが、20年間にわたり民主主義反対派と呼ばれる自由思想家の違法なグループが存在し続け、国家機関による厳重な監視下にあった。その中核となったのはいわゆるブダペスト学派であった。

### 外交
ハンガリーが革命家と和解した後、カーダール・ヤーノシュ政権はソビエト連邦との協定を結び、彼らがハンガリー外交をコントロールする一方でカーダールは国内の支配権を行使できる事になった。この妥協を通じてソ連はハンガリーを社会主義の東側陣営と資本主義の西側陣営の間の橋頭保として利用するようになった。ハンガリーは西側との貿易取引を開始した。 グヤーシュ共産主義を支えた資本の多くは西側に由来していた。また、ハンガリーとソビエト連邦との間の石油貿易も改革を後押しした。ハンガリーがグヤーシュ共産主義を1980年代に維持できなかくなった主な理由のひとつは、これらの外国への依存だった。1970年代半ばにはハンガリーをオイルショックが襲い、高騰した石油価格を支払うために欧米諸国からさらなる融資を受ける事を余儀なくされた。このオイルショックはハンガリーの物価の上昇につながり、1985年にはグヤーシュ共産主義の導入以来初めて生活水準が低下し始めた。
文化的自由の拡大と生活水準の向上、そして相対的に開放的な対外開放が相まって、ハンガリーにおける消費財の消費が増加した。例えば、人々はテレビや自家用車を買い始めより多くのものを所有し消費することを夢見た。彼らの需要は簡単には満たされず、「Kicsi vagy kocsi」（赤ん坊と車の選択）という言葉が彼らの不満を表現するために使われた。それでも、国内全体に社会主義圏の自動車やその他の消費財が流入し、1964年にはブダペストに複数の外国の大使館が開設された。また、東側諸国の中では比較的裕福な国家だったハンガリーは西側への旅行が困難な他の共産主義国からの観光客の目的地であった。